# Holmove, Krasnohvardiiske
Holmove (în ucraineană Холмове) este un sat în comuna Peatîhatka din raionul Krasnohvardiiske, Republica Autonomă Crimeea, Ucraina.

## Demografie
Componența lingvistică a localității Holmove
     Rusă (100%)
Conform recensământului din 2001, toată populația localității Holmove era vorbitoare de rusă (100%).